# Stanislav Grof
Stanislav Grof (Praga, 1º luglio 1931) è uno psichiatra ceco.

## Biografia
Stanislav Grof è uno psichiatra e ricercatore nel campo degli stati di coscienza non ordinari. Si laurea in Medicina all'Accademia Ceca delle Scienze di Praga, dove iniziò la formazione come psicoanalista freudiano. In questo contesto inizia i suoi primi esperimenti con l'LSD, all'epoca legale, come mezzo per indurre stati di coscienza non ordinari in futuri terapeuti.
Viene quindi invitato in America dalla Johns Hopkins University di Baltimora, e rimane in America durante gli eventi della Primavera di Praga. Divenne quindi Direttore del reparto di Ricerca Psichiatrica al Centro di Ricerca Psichiatrica del Maryland, dove lavorò, fra gli altri, con Walter Pahnke e Bill Richards e sperimentò l'LSD come mezzo per alleviare le sofferenze dei malati di cancro terminali. Nel 1973, Grof fu invitato dall'Esalen Institute di Big Sur, California, e visse qui fino al 1987 come insegnante residente. Ha fatto la conoscenza di studiosi come Joseph Campbell, Abraham Maslow, John Weir Perry, Fritjof Capra, Gregory Bateson e altri, che avevano sviluppato interessi, conoscenze e una visione della psiche molto vicini alla sua.

### La nascita della psicologia transpersonale
In seguito a questi incontri, ai suoi studi sugli stati non ordinari di coscienza e a un'intensa attività seminariale che si svolgeva nel centro di Esalen in California, Grof, insoddisfatto dello stato attuale della psicologia che, a suo parere, non prendeva dovutamente in considerazione la sfera spirituale della psiche
, fondò, insieme a Maslow, Anthony Sutich e ad altri ricercatori, la psicologia transpersonale, definendola la Quarta Forza della psicologia (le prime tre erano il comportamentismo, la psicoanalisi e la psicologia umanistica).

### Gli studi
Dopo vari anni di studi e ricerche, Grof sviluppò una nuova tecnica di evoluzione della coscienza denominata Respirazione olotropica (Holotropic Breathwork) (dal greco: che tende verso la totalità) , che sarebbe a suo parere in grado di provocare stati non ordinari di coscienza attraverso mezzi naturali quali la respirazione, la musica evocativa e il lavoro sul corpo.
Secondo le teorie di Grof, che hanno avuto riscontri scientifico-accademici, le esperienze che emergono durante questa attivazione dell'inconscio possiederebbero qualità terapeutiche in quanto, attraverso la "rimozione dei blocchi psicologici", potrebbero far emergere contenuti inconsci dotati di una forte carica emotiva.
Attraverso l'osservazione degli stati non ordinari di coscienza Grof ritiene di aver ampliato alcuni aspetti descrittivi metapsicologici, aggiungendo al livello biografico due livelli da lui detti "transbiografici": il livello perinatale (relazionato con l'esperienza della nascita), e il livello transpersonale (che implicherebbe il superamento del confine spazio-temporale). 
La sua psicologia presuppone un paradigma scientifico della realtà che oltrepassa alcuni limiti del pensiero newtoniano-cartesiano e deriva da alcune fra le più recenti scoperte della scienza moderna: la fisica quantistica, la teoria dei sistemi, il pensiero olonomico, etc.

### Le conseguenze delle sue scoperte
Secondo Grof, alcuni stati psichici dotati di grande potenziale evolutivo (da lui definiti "emergenza spirituale"), verrebbero letti riduttivamente dal solo inquadramento diagnostico psichiatrico, mentre potrebbero avviare ed esprimere, se opportunamente elaborati, anche un naturale processo di guarigione e sviluppo psicologico. Grof riconosce in alcuni di questi episodi, spesso drammatici, un notevole potenziale evolutivo e di rinnovamento interiore.